# Fulda (Saskatchewan)
Fulda es una pequeña comunidad ubicada en la región de Saskatchewan, en Canadá. Está localizada al norte de la pequeña ciudad de Humboldt. Debe su nombre a la localidad de Fulda situada en Alemania ya que muchos de los colonos iniciales provenían de esta localidad. El nombre proviene de la palabra alemana Fultaha que significa tierra de agua, este nombre es apropiado para la localidad puesto que también posee numerosos ríos y arroyos.

## Geografía
Fulda se encuentra ubicado en las siguientes coordenadas: 52°22′14″N 105°13′00″O / 52.37056, -105.21667

## Demografía
Cuenta con 885 habitantes de acuerdo al censo de 2011 llevado a cabo por Statistics Canada.